# (79418) Zhangjiajie
(79418) Zhangjiajie est un astéroïde de la ceinture principale.

## Description
(79418) Zhangjiajie est un astéroïde de la ceinture principale. Il fut découvert le 3 juin 1997 à la station de Xinglong par le programme Beijing Schmidt CCD Asteroid Program. Il présente une orbite caractérisée par un demi-grand axe de 2,42 UA, une excentricité de 0,08 et une inclinaison de 5,6° par rapport à l'écliptique.

## Compléments